# Centaurea jurineifolia
Centaurea jurineifolia là một loài thực vật có hoa trong họ Cúc. Loài này được Boiss. mô tả khoa học đầu tiên năm 1856.